# Roger Ibañez
Roger Ibañez da Silva (Canela, 23 novembre 1998) è un calciatore brasiliano, difensore dell'Al-Ahli.

## Biografia
Ibañez è nato in Brasile da padre brasiliano e madre uruguaiana. Possiede il passaporto italiano.

## Caratteristiche tecniche
Ha iniziato la carriera come centrocampista, prima di diventare un difensore centrale. Dispone di buone doti d'impostazione, tanto che esce spesso palla al piede ed è bravo nell'effettuare passaggi di 25-30 metri in mezzo ai corridoi stretti, oltre ad avere un buon dribbling. Bravo a scivolare sugli esterni, sa farsi valere pure in velocità, nel gioco aereo e in marcatura. All'occorrenza può giocare anche da terzino.

## Carriera

### Club

#### Inizi e Fluminense
Nato a Canela, inizia a muovere i primi passi nel mondo calcistico nel 2016 con la maglia del GAO. Un anno più tardi si trasferisce al PRS con cui debutta in Campeonato da Região Serrana. Il 5 dicembre 2016 si trasferisce in prestito al Sergipe debutta fra i professionisti il 25 febbraio 2017 seguente in occasione del match del Campionato Sergipano vinto 4-0 contro il Botafogo ASF.
Il 28 febbraio 2018 viene acquistato dal Fluminense con cui firma un contratto di cinque anni. Debutta il 12 aprile nella partita di Coppa Sudamericana vinta 3-0 contro il Nacional Potosí. Tre giorni dopo esordisce anche in campionato, giocando sempre titolare, nella sconfitta 2-1 sul campo del Corinthians.

#### Atalanta
Il 29 gennaio 2019 viene acquistato a titolo definitivo dall'Atalanta, per 4 milioni di euro. Debutta con i neroazzurri l'11 maggio 2019, nella partita di Serie A contro il Genoa giocata sul neutro di Reggio Emilia, prendendo il posto di Iličić nei minuti finali della partita.
La stagione successiva debutta in UEFA Champions League, l'11 dicembre 2019, nella vittoria per 3-0 dell'Atalanta in Ucraina contro lo Šachtar, sostituendo Muriel nel secondo tempo.

#### Roma
Il 27 gennaio 2020 passa alla Roma in prestito gratuito con scadenza il 30 giugno 2021 e obbligo di riscatto a 8 milioni più bonus. Esordisce con i giallorossi il 24 giugno dello stesso anno, nel match di campionato contro la Sampdoria. Da lì in poi (complice il passaggio della Roma dalla difesa a 4 a quella a 3) trova spazio nelle rotazioni, divenendo titolare della squadra e con buoni risultati.
La stagione successiva viene confermato titolare nella difesa giallorossa, segnando la sua prima rete con il club nel successo per 5-0 contro il CFR Cluj in Europa League del 5 novembre 2020. L'8 aprile 2021 realizza la rete del vantaggio nella partita di andata dei quarti di finale di Europa League contro l'Ajax, risultando così decisivo per la vittoria finale (1-2).
Il 19 agosto 2021 il brasiliano fa il suo debutto in UEFA Conference League, disputando per intero la vittoria esterna sul Trabzonspor (1-2). Il 26 settembre seguente realizza la sua prima rete in massima serie con i giallorossi in occasione della sconfitta per 3-2 contro la Lazio. Confermato titolare nella retroguardia giallorossa, viene impiegato anche da terzino nel corso della stagione. Il 25 maggio 2022 vince con la Roma il suo primo trofeo: la Conference League nella finale vinta per 1-0 contro il Feyenoord a Tirana.

#### Al-Ahli
Il 10 agosto 2023, dopo tre stagioni in giallorosso, viene ufficialmente ceduto a titolo definitivo per 28,5 milioni di euro, più 3 milioni legati ai bonus ed il 20% dei guadagni della futura eventuale rivendita, all'Al-Ahli, squadra della Saudi Professional League.

### Nazionale
Nel settembre 2019 viene convocato per la prima volta dalla selezione Under-23 del Brasile. Circa tre anni dopo, viene convocato in nazionale maggiore dal CT Tite, il quale lo fa esordire il 27 settembre 2022, subentrando a Marquinhos nel secondo tempo della vittoria 5-1 nell'amichevole contro la Tunisia disputata a Parigi.

## Statistiche

### Presenze e reti nei club
Statistiche aggiornate al 3 maggio 2025.
| o                 | Squadra           | Campionato        | Campionato | Campionato | Coppe nazionali | Coppe nazionali | Coppe nazionali | Coppe continentali | Coppe continentali | Coppe continentali | Altre coppe | Altre coppe | Altre coppe | Totale | Totale |
| o                 | Squadra           | Comp              | Pres       | Reti       | Comp            | Pres            | Reti            | Comp               | Pres               | Reti               | Comp        | Pres        | Reti        | Pres   | Reti   |
| ----------------- | ----------------- | ----------------- | ---------- | ---------- | --------------- | --------------- | --------------- | ------------------ | ------------------ | ------------------ | ----------- | ----------- | ----------- | ------ | ------ |
| 2016              | PRS               |                   | -          | -          |                 | -               | -               | -                  | -                  | -                  | CS          | 11          | 0           | 11     | 0      |
| gen.-apr. 2017    | Sergipe           | A1/SE             | 2          | 0          | CB              | 0               | 0               | -                  | -                  | -                  | -           | -           | -           | 2      | 0      |
| apr.-giu. 2017    | PRS               | A3/RS             | 9          | 2          |                 | -               | -               | -                  | -                  | -                  |             | -           | -           | 9      | 2      |
| Totale PRS        | Totale PRS        | Totale PRS        | 9          | 2          |                 | -               | -               |                    | -                  | -                  |             | 11          | 0           | 20     | 2      |
| giu.-dic. 2017    | Fluminense        | A/RJ+A            | 0+0        | 0+0        | CB              | 0               | 0               |                    | -                  | -                  | -           | -           | -           | 0      | 0      |
| 2018              | Fluminense        | A/RJ+A            | 14+12      | 0+0        | CB              | 4               | 1               | CS                 | 7                  | 0                  | -           | -           | -           | 37     | 1      |
| gen. 2019         | Fluminense        | A/RJ+A            | 2+0        | 1+0        | CB              | -               | -               |                    | -                  | -                  | -           | -           | -           | 2      | 1      |
| Totale Fluminense | Totale Fluminense | Totale Fluminense | 16+12      | 1+0        |                 | 4               | 1               |                    | 7                  | 0                  |             | -           | -           | 39     | 2      |
| gen.-giu. 2019    | Atalanta          | A                 | 1          | 0          | CI              | 0               | 0               | UEL                | -                  | -                  | -           | -           | -           | 1      | 0      |
| 2019-gen. 2020    | Atalanta          | A                 | 0          | 0          | CI              | 0               | 0               | UCL                | 1                  | 0                  | -           | -           | -           | 1      | 0      |
| Totale Atalanta   | Totale Atalanta   | Totale Atalanta   | 1          | 0          |                 | 0               | 0               |                    | 1                  | 0                  |             | -           | -           | 2      | 0      |
| gen.-ago. 2020    | Roma              | A                 | 9          | 0          | CI              | 0               | 0               | UEL                | 1                  | 0                  | -           | -           | -           | 10     | 0      |
| 2020-2021         | Roma              | A                 | 30         | 0          | CI              | 1               | 0               | UEL                | 9                  | 2                  | -           | -           | -           | 40     | 2      |
| 2021-2022         | Roma              | A                 | 34         | 3          | CI              | 2               | 0               | UECL               | 15                 | 1                  | -           | -           | -           | 51     | 4      |
| 2022-2023         | Roma              | A                 | 33         | 3          | CI              | 2               | 0               | UEL                | 13                 | 0                  | -           | -           | -           | 48     | 3      |
| Totale Roma       | Totale Roma       | Totale Roma       | 106        | 6          |                 | 5               | 0               |                    | 38                 | 3                  |             | -           | -           | 149    | 9      |
| 2023-2024         | Al-Ahli           | SPL               | 30         | 3          | KC              | 2               | 0               | -                  | -                  | -                  | -           | -           | -           | 32     | 3      |
| 2024-2025         | Al-Ahli           | SPL               | 27         | 5          | KC              | 1               | 0               | ACL                | 13                 | 2                  | SS          | 1           | 0           | 42     | 7      |
| Totale Al-Ahli    | Totale Al-Ahli    | Totale Al-Ahli    | 57         | 8          |                 | 3               | 0               |                    | 13                 | 2                  |             | 1           | 0           | 74     | 10     |
| Totale carriera   | Totale carriera   | Totale carriera   | 203        | 17         |                 | 12              | 1               |                    | 59                 | 5                  |             | 12          | 0           | 286    | 23     |

### Cronologia presenze e reti in nazionale
| Cronologia completa delle presenze e delle reti in nazionale ― Brasile | Cronologia completa delle presenze e delle reti in nazionale ― Brasile | Cronologia completa delle presenze e delle reti in nazionale ― Brasile | Cronologia completa delle presenze e delle reti in nazionale ― Brasile | Cronologia completa delle presenze e delle reti in nazionale ― Brasile | Cronologia completa delle presenze e delle reti in nazionale ― Brasile | Cronologia completa delle presenze e delle reti in nazionale ― Brasile | Cronologia completa delle presenze e delle reti in nazionale ― Brasile |
| Data                                                                   | Città                                                                  | In casa                                                                | Risultato                                                              | Ospiti                                                                 | Competizione                                                           | Reti                                                                   | Note                                                                   |
| ---------------------------------------------------------------------- | ---------------------------------------------------------------------- | ---------------------------------------------------------------------- | ---------------------------------------------------------------------- | ---------------------------------------------------------------------- | ---------------------------------------------------------------------- | ---------------------------------------------------------------------- | ---------------------------------------------------------------------- |
| 27-9-2022                                                              | Parigi                                                                 | Brasile                                                                | 5 – 1                                                                  | Tunisia                                                                | Amichevole                                                             | -                                                                      | 78’                                                                    |
| 25-3-2023                                                              | Tangeri                                                                | Marocco                                                                | 2 – 1                                                                  | Brasile                                                                | Amichevole                                                             | -                                                                      |                                                                        |
| 8-9-2023                                                               | Belém                                                                  | Brasile                                                                | 5 – 1                                                                  | Bolivia                                                                | Qual. Mondiali 2026                                                    | -                                                                      | 84’                                                                    |
| Totale                                                                 |                                                                        | Presenze                                                               | 3                                                                      |                                                                        | Reti                                                                   | 0                                                                      |                                                                        |

## Palmarès

### Club

#### Competizioni internazionali
- UEFA Conference League: 1

Roma: 2021-2022
- AFC Champions League Elite: 1

Al-Ahli: 2024-2025